# Arctodiaptomus arapahoensis
Arctodiaptomus arapahoensis is een eenoogkreeftjessoort uit de familie van de Diaptomidae. De wetenschappelijke naam van de soort is voor het eerst geldig gepubliceerd in 1915 door Dodds.